# Банных, Олег Александрович
Оле́г Алекса́ндрович Ба́нных (род. 27 сентября 1931, Рыково, УССР, СССР) — российский материаловед. Доктор технических наук, профессор, академик Российской академии наук. Заведующий лабораторией конструкционных сталей и сплавов Института металлургии и материаловедения им. А. А. Байкова РАН. Лауреат Государственных премий СССР и Российской Федерации, премии Совета Министров СССР и двух премий Правительства Российской Федерации.

## Биография
Родился 27 сентября 1931 года в городе Рыково (ныне: Енакиево Донецкой области) Украинской ССР. С 1939 по 1955 год жил и учился в Магнитогорске, где работал его отец — Александр Михайлович Банных (1899—1964), известный советский металлург, доктор технических наук, профессор.
А. М. Банных окончил Ленинградский политехнический институт (1926). Работал начальником доменного цеха на Енакиевском металлургическом заводе, заместителем главного инженера по коксовому и доменному производствам на Магнитогорском металлургическом комбинате. В годы Великой Отечественной войны А. М. Банных, как и другие труженики тыла, отдавал все силы делу достижения победы над врагом. На страницах послевоенной периодики сохранился отголосок той поры:
Квитанция № 826898 Государственной трудовой сберегательной кассы № 1693 Магнитогорска. 15 марта 1943 года. Принято от Банных Александра Михайловича для перечисления в госбанк в фонд Уральского танкового корпуса. Списано со счета 117 на сумму 600 руб. (шестьсот руб.).
В 1944—1962 — заведующий кафедрой металлургии чугуна, заместитель ректора по учебно-научной работе в Магнитогорском горно-металлургическом институте. Награждён орденами Ленина, Трудового Красного Знамени и «Знак Почёта». Мать — Ангелина Васильевна Банных. Сын Банных, Игорь Олегович - член-корреспондент Российской академии наук.

## Деятельность
- 1950—1955: учёба в Магнитогорском горно-металлургическом институте им. Г. И. Носова по специальности «Металловедение и термическая обработка металлов». Дипломную работу писал в Центральной заводской лаборатории ЗИЛа. Получил диплом с отличием, квалификация — инженер-металлург.

Вся трудовая и научная деятельность О. А. Банных связана с Институтом металлургии и материаловедения им. А. А. Байкова РАН.
- 1955—1958: учёба в аспирантуре при Институте металлургии им. А. А. Байкова АН СССР;
- 1959: защитил кандидатскую диссертацию, посвящённую исследованию закономерностей легирования теплостойких перлитных сталей; научные руководители — академик АН СССР Н. Т. Гудцов (1885—1957) и член-корреспондент АН СССР И. А. Одинг (1896—1964). Кандидат технических наук;
- 1958—1963: младший научный сотрудник, старший научных сотрудник;
- 1960: прошёл полугодичную стажировку в Институте исследования металлов (Стокгольм, Швеция);
- с 1963 по настоящее время: заведующий лабораторией конструкционных сталей и сплавов;
- 1971: защитил докторскую диссертацию, посвящённую разработке и созданию жаропрочных и жаростойких экономно легированных никелем сталей аустенитного класса. Доктор технических наук;
- 1973: присвоено учёное звание профессора;
- 1973—1980: заместитель директора ИМЕТ АН СССР по научной работе;[3]
- 1987: избран членом-корреспондентом Академии наук СССР по специальности «Химия и технология конструкционных материалов»;
- 1992: избран действительным членом Российской академии наук по специальности «Физикохимия и технология неорганических материалов»;
- с 2002: заведующий кафедрой «Высокопрочные неорганические материалы» МАТИ — РГТУ им. К. Э. Циолковского (по совместительству).

### Научная и педагогическая деятельность
Работы О. А. Банных в области металловедения и термической обработки металлов получили международное признание. Основным научным направлением его деятельности является развитие и совершенствование физико-химических основ создания новых сталей, сплавов и композиционных материалов, сочетающих высокую прочность с различными комплексами специальных функциональных свойств (жаропрочностью, жаростойкостью, коррозионной и радиационной стойкостью, износостойкостью, электрическими и магнитными характеристиками).
Новизна научного подхода О. А. Банных к разработке новых сталей различного назначения включает в себя решение проблемы экономного легирования сталей на основе учёта эффективности упрочняющего и пластифицирующего влияния различных химических элементов, использование суммарного эффекта сразу от нескольких микромеханизмов упрочнения: деформационного, твёрдорастворного, дисперсионного и субструктурного. Это послужило основой успешного развития комплекса работ по созданию аустенитных и аустенито-мартенситных нержавеющих сталей, использующих в качестве аустенизатора азот.
Работы по легированию сталей азотом позволили О. А. Банных создать новый класс высокопрочных конструкционных материалов — низкоуглеродистые азотосодержащие стали со структурой азотистого мартенсита или продуктов его превращения. В результате развития этого направления под руководством и при участии О. А. Банных созданы новые, не имеющие аналогов в мире, высокопрочные нержавеющие экономно легированные стали и сплавы.
Значителен вклад О. А. Банных в разработку коррозионно-стойких нержавеющих сталей на хромомарганцевой основе, легированных молибденом. Было установлено, что однофазные высокопрочные стали обладают более высоким сопротивлением коррозии, чем аустенито-ферритные стали. Разработаны марганцевоникелевые стали с комбинированным легированием дисперсными продуктами распада твёрдого раствора в виде карбидов ванадия и интерметаллидами типа NiAl, Ni3Al и Ni3Ti, для которых были выбраны химические составы, обеспечивающие формирование оптимального сочетания их прочностных, пластических и вязких свойств.
Большое практическое значение имеют выполненные под руководством О. А. Банных исследования по созданию особо прочных низколегированных сталей с высоким сопротивлением динамическим нагрузкам, послужившие основой для изготовления в промышленных масштабах изделий, обладающих уникальными свойствами. В результате фундаментальных исследований О. А. Банных были созданы литейные сплавы для производства магнитов с повышенными энергетическими параметрами и оптимизированы режимы их термической обработки.
В результате проведённых О. А. Банных научных работ:
- созданы теплостойкие перлитные стали;
- созданы марганцевоникелевые стали для работы при криогенных температурах;
- были созданы материалы для изготовления основных конструкций термоядерного реактора с сильным магнитным полем;
- повышены эксплуатационные качества дизельных двигателей тральщиков ВМФ в немагнитном исполнении, что позволило обезопасить их от магнитных мин;
- увеличена прочность и надёжность работы немагнитных пружин и упругих элементов с высокой коррозионной стойкостью;
- разработаны и внедрены в производство новая технология и комплект оборудования для восстановления поршневых пальцев автомобильных и тракторных дизельных двигателей на поточно-механизированных линиях.

Академик О. А. Банных — председатель Научного совета по конструкционным материалам РАН. Член и руководитель секции Учёного совета ИМЕТ РАН. Более 25 лет он является председателем Диссертационного совета Д.002.060.01 при ИМЕТ (специальности: физика конденсированного состояния, металловедение и термическая обработка металлов — технические науки). Член Диссертационного совета ЦНИИчермет им. И. П. Бардина, Научного совета по новым материалам Минобрнауки России. В течение ряда лет Олег Александрович являлся членом экспертного совета ВАК. В 1980—1993 — заместитель главного редактора, с 1993 по 2021 год — главный редактор журнала «Металлы». Член редколлегий ряда российских и иностранных научных журналов. О. А. Банных опубликовал более 300 статей в отечественных и зарубежных научных журналах и в сборниках трудов конференций, автор 6 монографий и более 40 авторских свидетельств и патентов.
О. А. Банных — создатель и руководитель кафедры «Высокопрочные неорганические материалы», входящей в структуру МАТИ — Российского государственного технологического университета им. К. Э. Циолковского и работающей на базе ИМЕТ РАН. Студенты, специализирующиеся на этой кафедре, наряду с учёбой участвуют в фундаментальных научных исследованиях по проблемам материаловедения, связанных с разработкой новых композиций металлических материалов с заданными свойствами.
Под руководством и при научном консультировании О. А. Банных защищено более 50 кандидатских и более 10 докторских диссертаций. В один рекордный год сразу пять молодых сотрудников из числа членов научной школы О. А. Банных защитили кандидатские диссертации. В 2010 году коллектив лаборатории, возглавляемой О. А. Банных, стал победителем конкурса ведущих научных школ страны.

## Признание
- 1981: награда Болгарской Академии наук и Софийского университета «Земля и естественные науки» — за разработку и исследование высокоазотистых сталей;
- 1984—1986: президент Международного общества по термической обработке материалов;
- 1989: Государственная премия СССР — за цикл работ по высокопрочным немагнитным сталям;
- 1989: премия Совета Министров СССР — за разработку новых способов термической обработки ряда деталей транспортной и сельскохозяйственной техники, позволяющих в несколько раз продлить их эксплуатацию;
- 1991: Золотая медаль им. Д. К. Чернова РАН — за работу «Структура, фазовые превращения и физико-механические свойства мартенситных и аустенитных сталей со сверхравновесным содержанием азота»;
- орден «Знак Почёта»;
- 2000: Государственная премия Российской Федерации в области науки и техники — за работу «Научные основы создания нового поколения сталей и сплавов для эксплуатации в экстремальных условиях и технологии их обработки»;[4]
- 2000: премия Правительства Российской Федерации в области науки и техники — за работу «Сплавы и ресурсосберегающая технология для производства литых магнитов с высокими энергетическими параметрами»;[5]
- 2002: почётный доктор МАТИ;
- 2007: премия Правительства Российской Федерации в области науки и техники — за работу «Разработка научных основ создания, внедрение и повышение ресурса высокопрочных коррозионно-стойких, хладостойких и криогенных сталей для конструкций ответственного назначения».[6]
- 2024: Благодарность Президента Российской Федерации (5 февраля 2024 года) — за заслуги в развитии отечественной науки, многолетнюю плодотворную деятельность и в связи с 300-летием со дня основания Российской академии наук[7]

## Список наиболее известных научных трудов
1. Хромомарганцовистые стали с алюминием. — М.: Наука, 1959. — Соавт.: Ю. К. Ковнеристый.
2. Хромомарганцовистые теплоустойчивые стали с алюминием. — М.: Наука, 1965. — 103 с. — Соавт.: Ю. К. Ковнеристый, И. Ф. Зудин.
3. Стали для работы при низких температурах. — М.: Металлургия, 1969. — 191 с. — Соавт.: Ю. К. Ковнеристый.
4. Дисперсионно-твердеющие немагнитные ванадийсодержащие стали. — М.: Наука, 1980. — 190 с. — Соавт.: В. М. Блинов.
5. Диаграммы состояния двойных и многокомпонентных систем на основе железа : Справочник / Под ред. О. А. Банных, М. Е. Дрица. — М.: Металлургия, 1986. — Совм. с др.
6. O. A. Bannych, V. M. Blinov, O. P. Tchernogorova. Structure and Properties of Austenitic Precepitation-Hardened P/M steel. Zeitschrift fur Metallkunde, 1992. — B. 83. — S. 236—240.
7. O. A. Bannych, V. M. Blinov. On the structure and properties of high nitrogen low-carbon non austenitic steels. Steel Research. 65 (1994) No 5, pp. 178—183.
8. Yu. Ustinovshikov, A. Ruts, O. Bannych, V. Blinov. Non stable structure of high-chromium and high-nitrogen iron based alloy. J. of mater. Sci. 29 (1994), pp. 5449-5454.
9. Высокоазотистые коррозионно-стойкие стали для высоконагруженных изделий. / В кн.: Институту металлургии и материаловедения им. А. А. Байкова 60 лет: Сборник научных трудов под ред. Н. П. Лякишева. — М.: ЭЛИЗ, 1998. — С. 192—201. — Соавт.: В. М. Блинов, М. В. Костина.
10. Влияние режима термической обработки на структуру, физико-механические и химические свойства Ni-Cr-Cu-Ti-мартенситно-стареющей стали. // Металлы, 2007. — № 7. — С. 40—47. — Соавт.: В. В. Березовская.
11. Исследование свариваемости высокоазотистых коррозионностойких аустенитных сталей типа Х22АГ16Н8М. // Металлы, 2007. — № 4. С. 51—67. — Соавт.: В. М. Блинов, М. В. Костина, Е. В. Блинов, Т. Н. Зверева.
12. Влияние термической обработки и пластической деформации на износостойкость при трении скольжения высокопрочных коррозионно-стойких азотосодержащих сталей. // Металлы, 2007. — № 6. — С. 1—8. — Соавт.: В. М. Блинов, М. В. Костина, И. А. Афанасьев, Е. В. Блинов.
13. Влияние условий магнетронного напыления на структуру и магнитные свойства плёнок FeZrN. // Металлы, 2007. — № 5. — С. 60—68. — Соавт.: Е. Н. Шефтель, Г. Ш. Усманова, П. К. Кесарева, С. И. Утицких, Н. С. Перов.
14. Высокопрочная коррозионностойкая азотистая сталь c наноструктурой для крепёжных изделий. // Проблемы чёрной металлургии и материаловедения, 2008. — № 3. — С. 90—95. — Соавт.: В. М. Блинов, М. В. Костина, И. А. Воробьёв.
15. Конструкционные высокоазотистые коррозионно-стойкие аустенитные и мартенситные стали. / В сб. научных трудов под ред. акад. К. А. Солнцева «Институт металлургии и материаловедения им. А. А. Байкова РАН — 70 лет». // Интерконтакт Наука, 2008. — С. 122—135. — Соавт.: В. М. Блинов, М. В. Костина.
16. Новый высокопрочный коррозионно-стойкий сплав для хирургических инструментов. // Тровант, Альманах клинической медицины, 2008. — Т. XVII, ч. 2, III. — С. 92—95. — Соавт.: М. В. Костина, В. М. Блинов, Е. В. Блинов, В. Н. Карпов.
17. Высокопрочная коррозионностойкая азотистая сталь c наноструктурой для крепёжных изделий. // Проблемы чёрной металлургии и материаловедения, 2008. — № 3. — С. 90—95. — Соавт.: В. М. Блинов, М. В. Костина, И. А. Воробьёв.
18. O. Bannykh. Progress in the research and application of nitrogen-alloyed steels. // Сб. трудов конференции «High Nitrogen Steels 2009», 4—7 июля 2009. — С. 24—31.
19. V. V. Berezovskaya, O. A. Bannykh, M. V. Kostina, M. S. Khadyev, A. L. Shestakov. Effect of аging and сold рlastic deformation on structure and stress corrosion cracking in high nitrogen chromium steels. // Сб. трудов конференции «High Nitrogen Steels 2009», 4—7 июля 2009. — С. 96—102.
20. Износостойкие металлические композиционные материалы, армированные сверхупругими твердыми углеродными частицами. / Сб. «Неделя металлов в Москве». — М.: Издательство ОАО АХК ВНИИМетМаш им. акад. А. И. Целикова, 2010. — С. 120—128. — Соавт.: О. П. Черногорова, В. М. Блинов, Е. И. Дроздова, И. Н. Овчинникова.
21. Влияние термической обработки на структуру и свойства высокоазотистой аустенитной коррозионно-стойкой стали 03Х20АГ11Н7М2. // Металлы, 2010. — № 2. — С. 34—43. — Соавт.: В. В. Березовская, М. В. Костина, В. М. Блинов, А. И. Шестаков, Р. А. Саврай.